# Hylemera plana
Hylemera plana là một loài bướm đêm trong họ Geometridae.